# Krisma
I Krisma, inizialmente noti come Chrisma, sono stati un duo musicale italiano, formatosi nel 1976, celebre per le sue sperimentazioni elettroniche e considerato tra i pionieri e tra i più importanti esponenti della new wave italiana.
Il nome Chrisma viene dall'unione delle prime lettere dei nomi degli artisti componenti, Christina Moser e Maurizio Arcieri.
Il duo ha cessato definitivamente la sua attività nel 2015, con la morte di Maurizio Arcieri, avvenuta il 29 gennaio.

## Storia

### 1976-1977: Le origini dei Chrisma e la disco music
Il progetto nasce nel 1976 da un'idea del cantante italiano Maurizio Arcieri (già cantante nel gruppo beat New Dada e poi cantante solista dal 1968 al 1975) che forma il duo con la svizzera Christina Moser, conosciuta nel 1966 e divenuta sua moglie. L'attività del duo inizia lo stesso anno con la pubblicazione del singolo Amore per l'etichetta Polydor, brano dalla forte connotazione sensuale, così come il singolo successivo del 1977 U, sempre per la Polydor, reinterpretazione della canzone degli Odissey (progetto solista di Vangelis) Who, pubblicata nel 1974. Questi due lavori risultano piuttosto lontani dallo stile musicale che li contraddistinguerà in seguito, con sonorità decisamente più legate alla disco music e rifacendosi al "sexy sound" lanciato da Donna Summer e allora di moda.
Il 23 marzo 1977 partecipano nel programma musicale televisivo di Rete Uno In due sulla scena, dedicato ai duo artistici e condotto da Silvia Dionisio, presentando il brano U.

### 1977-1979: I Chrisma, Londra e il post-punk
(Intervista a Maurizio Arcieri e Christina Moser di Gherardo Gentili)

Maurizio Arcieri dei Chrisma si esibisce a San Siro nello show precedente il derby di Milano del 12 marzo 1978

Nel 1977 il duo incide il primo album, Chinese Restaurant, prodotto da Niko Papathanassiou, fratello di Vangelis, e registrato negli studi Nemo di Londra di proprietà dei fratelli Papathanassiou, da cui vengono estratti i singoli Lola e C' Rock. Seppure da U non siano passati che pochissimi mesi, con Chinese Restaurant il duo cambia radicalmente registro, attingendo allo spirito del punk e della new wave e proponendo sonorità avanguardistiche. Durante il soggiorno londinese, i Chrisma cominciano a interessarsi al movimento punk, finendo per venirne influenzati sia per il look che per le esibizioni dal vivo e coniugando queste suggestioni con quelle musicali provenienti dagli Stati Uniti d'America e quelle elettroniche provenienti dalla Germania. Nonostante, infatti, l'immagine di copertina (uno scatto di Veronique Skavinska) sia chiaramente di influenza punk, l'ampia strumentazione elettronica utilizzata nell'album permette loro di sperimentare soluzioni musicali innovative ed elettroniche, anticipatrici della new wave elettronica di lì a venire. Inoltre i Chrisma affermano che a questo e al successivo album abbia partecipato anche lo stesso Vangelis, ma volendo non essere accreditato nelle note di copertina dato che in quel periodo ambiva a una carriera di compositore puntando a ottenere un contratto con la Deutsche Grammophon. In seguito all'uscita del disco, nel 1977 il duo viene paragonato ai Velvet Underground per il suo sperimentalismo sulle colonne del New Musical Express  e attualmente l'album è presente nella classifica dei 100 dischi italiani più belli di sempre secondo Rolling Stone Italia alla posizione numero 65. In questo periodo gli viene proposto anche di partecipare al Festival di Sanremo con il brano Lola, ma i Chrisma rifiutano per non dover essere costretti a cantare la canzone in italiano e per rimanere fedeli al loro progetto.
Nel febbraio del 1978, durante uno spettacolo dei Chrisma in una discoteca di Reggiolo (Reggio Emilia), Maurizio, in risposta alle provocazioni del pubblico politicizzato convinto che le sue provocazioni punk siano di matrice destrofila, si taglia un dito battezzando il gesto "finger job". Il cantante viene in seguito soccorso e trasportato in ospedale dove viene medicato e sottoposto a un delicato intervento chirurgico plastico per evitare danni ai tendini. Il gesto viene accolto con grande stupore ottenendo ampia eco nei media nazionali, portando il duo musicale a far parlare di sé. Ciononostante le date successive della tournée vengono cancellate per prevenire altri problemi similari.
Nel 1979, sempre sotto l'egida di Niko Pathanassiou e Vangelis e registrando ancora una volta negli studi Nemo di Londra con il medesimo team di musicisti del precedente Chinese Restaurant, i Chrisma registrano il secondo album Hibernation, che viene considerato da alcuni critici il loro capolavoro e la più riuscita espressione di rock elettronico italiano. L'album presenta brani di musica elettronica e synth pop, addolciti dalla voce sexy di Christina Moser, e da esso vengono estratti i singoli Gott Gott Elektron e  Aurora B.. Il videoclip del secondo presenta Maurizio e Christina che simulano un rapporto sessuale che sfocia poi in un suicidio, provocando un certo scandalo quando viene presentato in un programma nazional pomeridiano quale Domenica in.

### 1980-1989: La rinascita dei Krisma tra new wave e synth pop
Nel 1980 i Chrisma si ribattezzano Krisma e pubblicano l'album Cathode Mamma con cui si concretizza la loro svolta elettro-pop, anche grazie al temporaneo ingresso nella formazione di Hans Zimmer come tastierista, già produttore degli Ultravox e dei Buggles, che tuttavia lascerà presto la formazione non amando l'attività dal vivo. Grazie ai singoli Many Kisses, la loro più grande hit che arriva a vendere un milione di copie, e Cathode Mamma, arriva la consacrazione commerciale. L'album rappresenta la virata della loro attitudine maggiormente verso il synth pop, distaccandosi così dalle atmosfere metropolitane ed elettriche del precedente album. In questo periodo i Krisma si pongono anche come innovatori, almeno per il panorama musicale italiano, nell'utilizzo della multimedialità, dell'uso della grafica e del media del videoclip quale strumento per diffusione della musica pop. Cathode Mamma è il punto del percorso iniziato da Maurizio e Christina tre anni prima e che li ha portati a essere non semplicemente uno dei tanti gruppi italiani che imitano un modello estero, ma un autentico appartenente al movimento new wave europeo.
Nello stesso anno, il duo collabora con Vangelis al suo album See You Later, cantando nel brano Suffocation, ispirato al disastro chimico di Seveso, assieme a Jon Anderson.
Nel 1981 i Krisma lasciano la Polydor e firmano un contratto con la CGD, prendendo inizialmente accordi con l'allora direttore artistico Alfredo Cerruti (oltre che voce degli Squallor), che si dimostra molto interessato alla loro musica, ma che di lì a poco abbandona l'etichetta per approdare alla Dischi Ricordi. L'anno seguente Maurizio e Christina si trasferiscono definitivamente a Londra, pubblicando Clandestine Anticipation, un concept album dedicato all'acqua in tutte le sue forme. Durante le fasi preliminari del disco, vengono contattati da Martin Hannett, produttore dei Joy Division, interessato a lavorare con loro. Il duo inizia a registrare le basi per il brano Water negli studi Philips di Hilversum, nei Paesi Bassi, ma a causa dei problemi del produttore di dipendenza dall'eroina, i Krisma decidono di abbandonare la collaborazione con Hannet. La CGD investe grandi somme nella promozione del disco, affidando la grafica di copertina all'esperto Mauro Convertino, che, per la prima edizione del disco, realizza una copertina originale, che ritrae i volti di Maurizio e Cristina sulle due facce della copertina stessa stilizzati in spigolose linee geometriche, contenuta in una busta di plastica trasparente con due ritratti fotografici dei due fortemente contrastati così da venirsi a sovrapporre e combinare coi disegni. Per promuovere l'album viene inoltre distribuito un box set promozionale, anch'esso intitolato Clandestine Anticipation, contenente due 12" su cui sono incisi i quattro brani Water, Miami, Crucial Point e Samora Club, stampato in tiratura limitata a 350 esemplari, numerati e personalizzati a mano dai Krisma e contenenti vario altro materiale promozionale, tra cui un puzzle che compone il disegno di copertina dell'album. Dall'album vengono tratti i singoli Miami e Water e i video di Miami e Samora Club, pubblicato come retro di entrambi, vengono trasmessi dall'innovativa trasmissione Mister Fantasy condotta da Carlo Massarini. L'album, che spinge agli estremi la sperimentazione elettronica del duo, proponendo uno stile quasi techno dalle atmosfere dark, si rivela però un flop commerciale.
Grazie a un accordo firmato con la Atlantic Records, alcuni singoli dei Krisma vengono distribuiti in formato 12" anche negli Stati Uniti d'America e, alla fine del 1982 dopo aver firmato un contratto per mezzo milione di dollari, i due si trasferiscono a New York, dove risiedono al Chelsea Hotel e dove registrano l'album Fido, pubblicato dalla Atlantic l'anno successivo. Il disco viene reintitolato Nothing to Do with the Dog per il mercato italiano che, a causa della rottura dei rapporti con Caterina Caselli, viene pubblicato non più dalla CGD ma dalla Franton Music di Francesco Sanavio e Tony Tasinato. L'album verrà considerato in seguito l'emblema delle sonorità di questo secondo periodo dei Krisma, in bilico tra sperimentazione e sonorità pop, composto completamente da voci sintetiche e suoni elettronici ricavati da una piccola tastiera Casio. I video tratti dall'album vengono girati in Indonesia, località piuttosto inusuale per quei tempi.
Nel 1985, tornati in Italia, i Krisma partecipano frequentemente alle trasmissioni di Red Ronnie, loro sostenitore, e pubblicano il singolo Be-Bop, sigla della trasmissione Be Bop a Lula condotta da questi. Be-Bop verrà poi incluso nel successivo album del 1986, Iceberg, prodotto da Claudio Dentes, da cui viene tratto anche il singolo Iceberg. L'anno successivo l'album viene ristampato in una nuova edizione contenente due tracce aggiuntive, Signorina e Hotta Choccolata, fronte e retro dell'omonimo singolo.
Nel 1988, dopo l'esperienza con la Carosello di Francesco Curci, i Krisma vengono coinvolti da Vasco Rossi e Mario Rapallo nella loro nuova etichetta Bollicine, affiliata alla Targa. Nell'estate il duo si mette così al lavoro a un nuovo album intitolato Bandito Favorito, composto di nuove canzoni prevalentemente in inglese, ma Vasco Rossi suggerisce di provare a inserire dei testi in italiano così da poter vendere meglio il disco in Italia. I Krisma preparano delle versioni italiane non definitive, senza ultimare l'album, che alcune settimane più tardi viene confezionato dalla casa discografica senza interpellare il gruppo, cambiandogli il titolo in Non ho denaro e scegliendo una copertina non gradita ai Krisma. Ciò crea dei dissapori tra il gruppo e la casa discografica con il risultato che l'album viene distribuito in poche copie senza alcuna promozione. Questo porta i Krisma ad allontanarsi per lungo tempo dal mercato discografico e Non ho denaro diviene infatti per lungo tempo, cioè per ben 12 anni, il loro ultimo prodotto discografico, almeno fino all'uscita nel 2001 dell'album The Best e del singolo Kara, seppure nel 1999 esca la raccolta Many Kisses e altri successi.

### Gli anni novanta e il Cocoricò

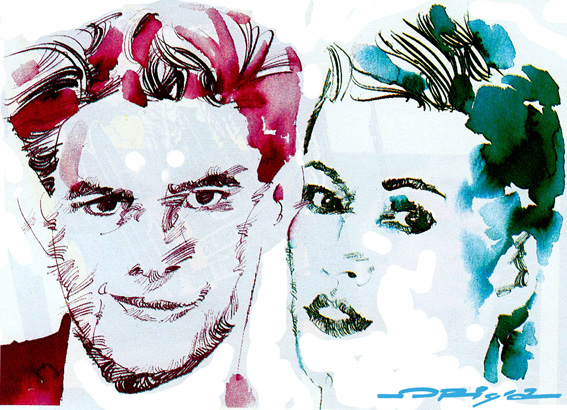
Ritratto artistico dei Krisma di Graziano Origa (1990)

#### Rai 3 e il Cocoricò
A partire dagli anni novanta, i Krisma iniziano a collaborare con Rai 3 in programmi come Fuori orario, Pubblimania e Sat Sat. Collaborano inoltre con MTV e France 2 e continuano ad apparire come ospiti del programma Be Bop a Lula. Oltre a dedicarsi a installazioni artistiche, lavorano con Marco Ferreri per il film Nitrato d'argento del 1996.
Nella seconda metà degli anni novanta sono ospiti fissi delle serate del Cocoricò di Riccione, nelle quali Maurizio Arcieri si produce in sperimentazioni sonore realizzate con il software Re-Birth.

#### Krisma TV
Nel 1998, dopo l'esperienza con Rai 3, i Krisma vengono contattati dal progetto Fabrica, finanziato da Luciano Benetton e diretto da Oliviero Toscani. Giuliano Beretta, presidente di Eutelsat Communications, propone loro di dare vita a un canale satellitare tematico con video, installazioni, musica e arte, da proporre all'azienda Benetton, che però, dopo aver dimostrato un iniziale interesse, alla fine decide di tirarsi indietro. I Krisma decidono allora di proporre a Beretta una televisione tematica per proprio conto, cosa che viene loro concessa inizialmente per una settimana come test per il satellite Eutelsat.
Christina e Maurizio si mettono così in contatto con Loris Riccardi, direttore artistico del Cocoricò, con cui avevano già collaborato e per il quale avevano già montato dei video da proiettare nella discoteca, che gli affida una dépendance del locale da usare come studio per la settimana di prove televisive nel quale i tecnici di Eutelsat montano la strumentazione necessaria alla ripresa e alla regia. La televisione trasmette infatti riprese effettuate all'interno del locale, installazioni e video realizzati per il Cocoricò e frammenti video del periodo Sat Sat.
Il test ha successo, la mail che i Krisma mandano in sovraimpressione durante le trasmissioni viene inondata di messaggi da tutto il mondo. Beretta decide così di affidare il canale stabilmente ai Krisma che avviano la loro Krisma TV, che per i primi tempi diviene la prima televisione satellitare più seguita, rimanendo prima in classifica per i primi tre anni.

### Anni duemila

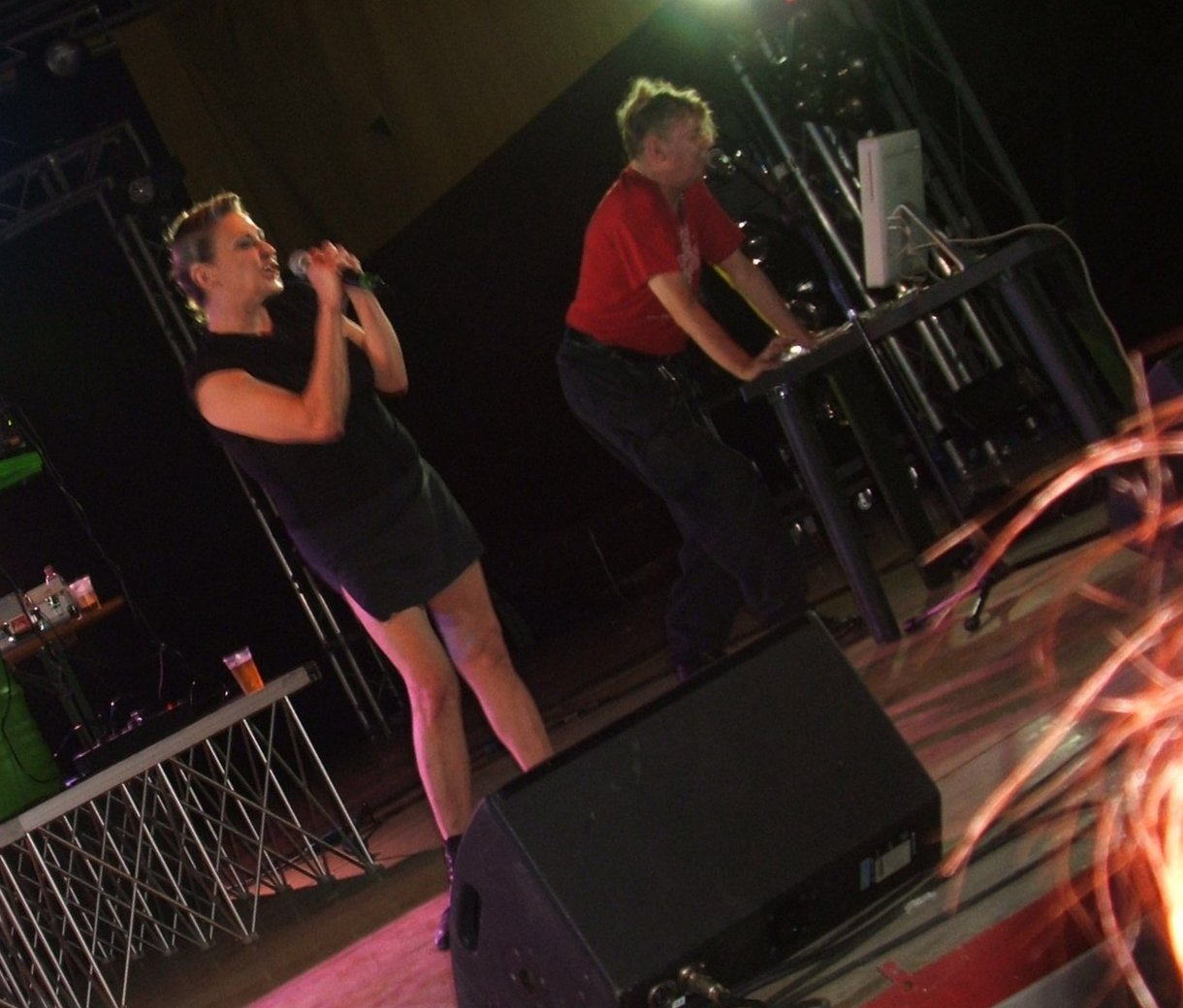
I Krisma dal vivo a Pasian di Prato nel 2007

Negli anni duemila continuano a suonare molto dal vivo in uno spettacolo che viene definito minimale: "tanto che bastano a sorreggerlo un super Mac e due microfoni", come dichiarerà Christina Moser.
Nel 2001 pubblicano il singolo Kara e nel 2002 l'album The Best, una raccolta dei loro pezzi più famosi presentati in nuove versioni riregistrate. Nel 2002 collaborano inoltre con i Subsonica, con cui duettano in Nuova ossessione nell'album Amorematico, e nel 2004 con Franco Battiato all'album Dieci stratagemmi, suonando la tastiera nei brani Odore di polvere da sparo, 23 coppie di cromosomi e Apparenza e realtà, e cantando in tedesco in quest'ultimo. Proseguono inoltre a pubblicare musica via Internet.
Nel 2009 partecipano al festival Mi ami ancora, al Leoncavallo di Milano, mentre viene pubblicato in download digitale gratuito l'album tributo CHyberNation dell'etichetta Dischi Strambelly, in cui artisti indipendenti reinterpretano brani del duo. Dal gennaio dello stesso anno prendono parte al cast fisso di Chiambretti Night e nel 2011 sono vittima di uno scherzo del Le Iene. Negli stessi anni vengono inoltre coinvolti nel laboratorio Fabrica di Benetton e Oliviero Toscani.
Nell'ottobre del 2011 il tributo CHyberNation viene pubblicato dall'etichetta Interno 4 Records in CD accompagnato da un libro che contiene la prima biografia autorizzata del gruppo, una discografia e una lunga intervista esclusiva, a cura di Joyello Triolo e con una prefazione di Luca Frazzi. Nel 2012 tornano a esibirsi dal vivo, aprendo alcuni concerti di Franco Battiato accompagnati da Pika Palindromo.
La morte di Maurizio Arcieri, avvenuta il 29 gennaio 2015, pone fine all'attività dei Krisma. Il 13 ottobre 2022, dopo una lunga malattia, viene a mancare anche Christina Moser.

## Stile
Dopo una prima fase disco music, in cui i Chrisma si allineano alla corrente moda del "sexy sound" lanciato da Donna Summer, lo stile musicale del duo vira radicalmente verso il punk durante il loro soggiorno londinese del 1977, seppure questo riguardi più l'aspetto visuale, che non lo stile musicale, più influenzato dalla new wave d'Oltreoceano e dall'elettronica tedesca. Lo stile muta presto infatti in sperimentazioni elettroniche d'avanguardia new wave e synth pop, caratterizzate da ritmi ossessivi, quasi progressive, considerate pionieristiche per il panorama musicale italiano, accompagnate dalla grande attenzione per l'aspetto visivo della loro musica (look e video). Dopo gli anni ottanta il loro stile musicale vira ulteriormente verso la techno dance, in particolare durante gli anni novanta e il loro coinvolgimenti in spettacoli dal vivo all'interno di discoteche, per ritornare al loro repertorio classico negli anni duemila, quando si innesca un fenomeno di revival degli anni ottanta e una riscoperta e rivalutazione della loro opera.

## Formazione
- Christina Moser - voce, chitarra (1976-2015)
- Maurizio Arcieri - voce, chitarra, sintetizzatore, computer, programmazione (1976-2015)
- Hans Zimmer - tastiera (1980)

## Discografia

### Come Chrisma

#### Album in studio
- 1977 - Chinese Restaurant
- 1979 - Hibernation

#### Raccolte
- 1982 - Chrisma

#### Singoli
- 1976 - Amore
- 1977 - U
- 1977 - Lola
- 1977 - C' Rock
- 1979 - Gott Gott Elektron
- 1979 - Aurora B.

#### Partecipazioni
- 1977 - AA.VV. Τα Καλύτερα Ιταλικά Τραγούδια Νο 3, con il brano Amore

### Come Krisma

#### Album in studio
- 1980 - Cathode Mamma
- 1982 - Clandestine Anticipation
- 1983 - Fido (ridistribuito in Italia come Nothing to Do with the Dog)
- 1986 - Iceberg
- 1989 - Non ho denaro
- 2001 - The Best
- 2008 - Emo-euro-emo
- 2008 - Opera Punk

#### Raccolte
- 1999 - Many Kisses e altri successi

#### EP
- 1982 - Clandestine Anticipation

#### Singoli
- 1980 - Many Kisses
- 1980 - Cathode Mamma
- 1982 - Miami
- 1982 - Water
- 1983 - Nothing to Do with the Dog
- 1983 - Eye to Eye
- 1985 - Be-Bop
- 1986 - Iceberg
- 1987 - Signorina
- 2001 - Kara
- 2007 - Isola

#### Collaborazioni
- 1980 - Vangelis See You Later, con il brano Suffocation
- 2002 - Subsonica Amorematico, con il brano Nuova Ossessione
- 2003 - Enfantronique Ecole 72, con il brano T1NC6
- 2003 - Machina Amniotica Intricata Transitoria, con il brano Samora
- 2004 - Franco Battiato Dieci stratagemmi, con i brani Odore di polvere da sparo, 23 coppie di cromosomi e Apparenza e realtà

#### Partecipazioni
- 1982 - AA.VV. Estate che scotta, con il brano Water
- 1983 - AA.VV. 16 Rounds n. 2, con il brano Samora Club
- 1990 - AA.VV. Tra Disco e Rock, con il brano Many Kisses
- 1993 - AA.VV. Cocoricò Compilation, con il brano Vox Intro
- 199? - AA.VV. Cocoricò Compilation II, con il brano Trax
- 1999 - AA.VV. One Shot '80 Volume 5 (Dance Italia), con il brano Many Kisses
- 2002 - AA.VV. Cocktail d'amore, con il brano Many Kisses
- 2003 - AA.VV. Dust Fear Of Lover, con il brano Black Silk Stocking
- 2003 - AA.VV. S.H.A.D.O. Electro, con i brani Cathode Mamma, We R., R. Rock, Many Kisses, Black Silk Stocking e Lover
- 2005 - AA.VV. Trax Sampler n. 4, con il brano Krismagoa2
- 200? - AA.VV. The New Wave Complex - Volume 4, con il brano Cathode Mamma
- 200? - AA.VV. The New Wave Complex - Volume 13, con il brano Vetra Platz
- 200? - AA.VV. Return Of Flexi-Pop Vol. 5, con il brano Thank You
- 2006 - AA.VV. Congarbo con il brano Australia
- 2009 - AA.VV.  Wave Klassix Vol. 3, con il brano Samora Club
- 2011 - AA.VV. CHyberNation con i brani Opera Punk (Inedito) e La forza mia (Inedito)

## Filmografia
- Nitrato d'argento, regia di Marco Ferreri (1996) - video di cut-up da canali televisivi satellitari
- Perdutoamor, regia di Franco Battiato (2003) - Maurizio interpreta sé stesso cantando Cinque minuti e poi..., Cristina fa la cassiera.
- Il cane russo, regia di Paolo Congi e Claudio Fratticci (2012) - contiene tracce tratte da Chinese Restaurant, Cathode Mamma e Clandestine Anticipation.
- Sexy Shop, regia di Maria Erica Pacileo e Fernando Maraghini  (2014)

## Programmi televisivi
- Sat Sat (1995-1996) - programma contenitore.
- Chiambretti Night (Italia 1/Canale 5, 2009-2011)

## Citazioni e omaggi
- Lucio Dalla, nella canzone Treno a vela, contenuta nell'album Come è profondo il mare del 1977, cita implicitamente i Krisma nella strofa che recita: «Poi c'è gente che viene dal Veneto / per vedere il cantante Patrizio / e il suo porno comizio», in riferimento al periodo in cui i Krisma, ancora con il nome Chrisma, frequentavano il genere della sexy disco.[28]